# Patacôncio
Patacôncio (John D. Rockerduck nos Estados Unidos), é um personagem de quadrinhos Disney 1961. Ele é um dos principais rivais de Patinhas MacPato. Seu nome é uma brincadeira com o de John D. Rockefeller, o capitalista e filantropo americano. Embora seja um personagem relativamente obscuro nos Estados Unidos, Patacôncio  é um exemplo de personagem que se tornou notável no mercado externo,  principalmente em histórias produzidos para os mercado italiano e brasileiro.

## Histórico
Patacôncio foi criado por Carl Barks, que o usou em uma história: "Boat Buster", publicado pela primeira vez em Walt Disney's Comics and Stories # 255 (dezembro de 1961).  Nessa história, ele foi retratado como um magnata do petróleo que discutiu com o Tio Patinhas, retratado nessa história como outro magnata do petróleo, sobre o qual um deles fabricava a melhor gasolina. Para resolver isso, Patinhas e Patacôncio concordaram cada um em entrar em um barco na próxima corrida. Patinhas estava tão confiante em sua vitória que disse que poderia vencer independentemente de quem estivesse dirigindo seu barco. Tentando provar seu ponto, Patinhas escolheu aleatoriamente alguém na multidão que assistia à discussão. No entanto, ele perde a confiança quando esse alguém por acaso é o Pato Donald. Para aumentar suas chances de vitória, Patinhas providenciou para que todos os outros barcos da corrida (havia uma centena de barcos, contando os de Donald e Patacôncio) fossem movidos a gasolina dele. Perto do final, vários barcos (incluindo o de Donald) bateram e um motor solto empurrou um Donald flutuando livremente até a linha de chegada. Patinhas reivindicou a vitória, mas Patacôncio apontou que primeiro eles deveriam descobrir de quem era a gasolina que alimentava aquele motor. Apesar das chances serem de Patinhas, o motor era movido a gasolina de Patacôncio. Patacôncio estava pulando em comemoração enquanto um Patinhas enfurecido perseguia Donald. O personagem raramente apareceu em histórias americanas, mas aparece regularmente em histórias latino-americanas e europeias, especialmente nas italianas e brasileiras. Ele também apareceu em histórias produzidas pelo agora extinto Disney Studio Program. Sua primeira aparição em uma história italiana foi Zio Paperone e il kiwi volante ("Tio Patinhas e o Kiwi Voador") de Giampaolo Barosso e Giorgio Bordini, publicada pela primeira vez em 1º de março de 1963. Depois disso, o Disney Studio Program desenvolveu o personagem, e, desde então, os criadores italianos desenvolveram Patacôncio e exploraram vários aspectos de seu relacionamento com Patinhas. Um traço distintivo de caráter é o hábito de comer seu chapéu-coco sempre que é derrotado por Patinhas. Em algumas histórias, isso levou Patacôncio a comer um caminhão cheio de chapéus, devido a uma derrota especialmente abjeta. Como seu rival, ele é um empresário astuto e conseguiu organizar um império financeiro mundial que pode facilmente rivalizar com os de Patinhas ou Pão-Duro MacMônei. Ao contrário deles, ele não é um pão-duro, mas muito mais um gastador liberal (mas de forma alguma um esbanjador), pois Patacôncio parece sustentar que "você tem que gastar dinheiro para ganhar dinheiro". Esse traço o torna um antagonista natural de Patinhas, que é capaz de ir a extremos absurdos para economizar até mesmo quantias triviais de dinheiro. A rivalidade deles é ainda mais contrastada pelo fato de que Patacôncio nasceu no luxo, ao invés de ganhar sua fortuna com seu próprio trabalho duro, que é outra razão para o desrespeito de Patinhas e às vezes até de Glomgold para com ele. Patacôncio tem gosto pelo luxo e gosta de exibir sua riqueza. Além de sua secretária, conselheiro e braço direito Roque (Jeeves no original), ele não parece ter confidentes próximos. Como Patinhas e Mac Mônei, Patacôncio é extremamente competitivo. Ele está rivalizando com eles no departamento de riqueza e ocasionalmente reivindicou os títulos de "O Pato Mais Rico do Mundo" e "O Segundo Pato Mais Rico do Mundo". Uma vez que esses títulos pertencem a Patinhas e Mac Mônei respectivamente, pode-se inferir que ele possui o título de "O terceiro pato mais rico do mundo", mas isso não foi explicitamente declarado em nenhuma história importante. Ele é um membro influente do Billionaires 'Club of Duckburg, do qual Patinhas e Mac Mônei também são membros. No entanto, apenas cinco histórias apresentam ele e Mac Mônei: Zio Paperone e il bisbilione ("Tio Patinhas e o bilhão", 1967), escrita por Osvaldo Pavese e desenhada por Giuseppe Perego; O que aconteceu com o Tio Patinhas? (1996), escrito por Lars Jensen e desenhado por Maximino Tortajada Aguilar, onde Patacôncio e Glomgold fazem uma participação especial em uma visão de futuro que mostra os dois tendo falido pela empresa de caridade Donald's Duck; Patinhas's Last Adventure (2003), escrita por Francesco Artibani e desenhada por Alessandro Perina, onde se juntam aos Irmãos Metralha e Maga Patalójika  contra Patinhas; The Three Billionaires (2005), escrito e desenhado por Kari Korhonen; e The Great Egg Robbery (2019), escrito por Carol McGreal e Pat McGreal e desenhado por Giorgio Cavazzano.

Outra possível distinção entre os personagens é seu país de residência e onde estão seus investimentos. Em contraste com o nascimento escocês de Patinhas, Patacôncio afirma ser oriundo da Inglaterra como seu pai Howard, onde às vezes é retratado vivendo e sendo mais ativo na Europa do que na América, com algumas histórias relatando que Patinhas teve que comprar terrenos dele ou competir com ele para poder expandir seus negócios nos mercados europeus. Isso é frequentemente ignorado em outras histórias para que os rivais se encontrem diariamente, como no caso do outro rival de Patinhas, Mac Mônei (que nas histórias de Barks vive na África do Sul), com Patacôncio principalmente gerenciando suas atividades de um grande o prédio comercial que ele possui em Patópolis e os três personagens sentados à mesma mesa no Clube dos Bilionários da cidade. Patacôncio também tem paixão por colecionar. Além de suas valiosas moedas e coleção de selos, ele também é o proprietário de uma extensa coleção de arte, incluindo artefatos criados desde a antiguidade até o século XX. Como Patinhas também possui coleções do mesmo tema e valor semelhante, muitos de seus confrontos se concentram neles na tentativa de obter um novo acréscimo às suas coleções. Muitas das histórias que o apresentam, especialmente durante os anos 1970 e 1980, comparam e contrastam seus métodos e os de Patinhas de organizar seus negócios para obter lucro. Alguns desses métodos incluem a pesquisa de novos produtos para suas indústrias, formas de refinar e melhorar os existentes e o estudo de novos métodos de produção. Também formas de melhorar suas técnicas de marketing e relações públicas, a fim de aumentar as vendas. Ou até mesmo tentando melhorar a audiência de suas emissoras de TV e as vendas de seus jornais, para ter mais clientes pagando por anúncios neles. Ele e Patinhas tentam prever os movimentos um do outro para agir de acordo. Em seus esforços, Patacôncio frequentemente recorre à espionagem industrial ou sabotagem. Embora com menos frequência, Patinhas ocasionalmente usa os mesmos métodos. Às vezes, os planos de Patacôncio contra Patinhas envolvem ações mais severas, como abdução, sequestro de aviões ou chantagem. Nessas ocasiões, ele geralmente deixa seu braço direito Jeeves fazer o trabalho sujo, mas também contrata os Metralha para fazer o trabalho sujo para ele de vez em quando. Em um nível mais pessoal, Patinhas e Patacôncio parecem brigar constantemente, criticando os modos de vida e falhas pessoais um do outro. Embora seus confrontos com Patinhas muitas vezes o tenham encontrado derrotado ou até mesmo humilhado, ele comentou que pelo menos gosta do desafio que Patinhas apresenta a ele. Às vezes, os dois se encontram cooperando para atingir objetivos comuns. Se eles são rivais dignos um do outro, também parecem ser parceiros eficazes - mas apenas temporariamente. Algumas histórias retratam Patacôncio de uma forma mais positiva e o mostram como amigável com os associados de Patinhas, como Brigitta McBridge e Pato Donald, já que ele não tem rancores pessoais contra eles. Quando relaxado, ele pode até ser um companheiro agradável para eles ou para o Patinhas. Em todos esses traços, ele difere de Mac Mônei. Em outras histórias, o Pato Donald pode ser colocado contra Patinhas e Patacôncio durante uma de suas alianças temporárias. Essas histórias enfatizam o papel moralmente ambíguo de Patinhas nos quadrinhos italianos da Disney, onde ele frequentemente explora Donald ou torna sua vida miserável de outras maneiras. Ao cooperar com Patacôncio, Patinhas pode ser particularmente insuportável, e o leitor é convidado a simpatizar com Donald como o oprimido em seu conflito com os bilionários implacáveis e poderosos. Na história Irmão de outra terra! (1995), escrito por Rudy Salvagnini e desenhado por Giorgio Cavazzano, Patinhas é convencido a tirar férias na "Terra-D" por seu homólogo "Patinhas-B". Nessa realidade alternativa, um desanimado Patinhas está fortemente endividado com vários credores; um sendo Patacôncio. O Patacôncio alternativo não tem negócios visíveis, exceto por uma mercearia verde que ele administra, e diz que cometeu um erro ao investir nas ações decadentes de Patinhas. Quando "Patinhas-A" trabalha para colocar os negócios de sua contraparte de volta nos trilhos, ele retira a dívida com a Patacôncio e também compra a loja de produtos agrícolas, mantendo Patacôncio a bordo como proprietário. Patacôncio admite que, embora seja estranho fazer parte do império de negócios em recuperação de Patinhas, ele também disse "me faz sentir quase como o magnata dos gastadores que costumava ser!"

## Biografia
Barks nunca deu origem a Patacôncio. Don Rosa mais tarde forneceu-lhe um, em sua série A Saga do Tio Patinhas. De acordo com Don Rosa, Patacôncio tem várias diferenças tanto de seu rival fictício quanto de seu homônimo histórico. Rockefeller e Patinhas nasceram na pobreza e trabalharam para ganhar sua fortuna. Patacôncio nasceu e, 1878 (isto é indiscutivelmente em contraste com muitas histórias em que ele parece ser pelo menos 20 anos mais novo que Patinhas) para Howard Rockerduck, um milionário americano que ganhou sua fortuna na corrida do ouro da Califórnia em 1849. Enquanto o pai de John era um empresário astuto mas um homem de boas maneiras, sua mãe era uma mulher bastante esnobe que mimava o filho. Para a decepção de seu pai, John aprendeu desde cedo a desprezar todos os menos ricos do que sua família como um "camponês". Enquanto seu pai tentava lembrá-lo de que ele também já foi pobre, John se tornou tão esnobe quanto sua mãe. O primeiro encontro de John com Patinhas ocorreu em 1885, em Butte, Montana. Na época, John tinha cerca de 7 anos e Patinhas tinha 18 anos. Howard Rockerduck estava indo para uma reunião com Marcus Daly, um empresário irlandês conhecido como o "Rei do Cobre", para discutir seus investimentos na Anaconda Copper Mining Company. Sem saber o caminho, Howard parou para pedir informações. A pessoa que ele perguntou era o jovem Patinhas, na época um prospector de cobre malsucedido. Apesar dos protestos de John, Howard começou a ter uma discussão amigável com o explorador inexperiente e acabou ensinando a Patinhas os segredos do trabalho, ajudando-o a ganhar dez mil dólares. Enquanto Patinhas teve que partir para a Escócia para cuidar dos negócios da família, John protestou novamente contra o relacionamento de seu pai com o "camponês imundo". Howard, para quem Patinhas se parecia com seu eu mais jovem, apresentou seu filho ao castigo corporal em um esforço para ensiná-lo algumas maneiras. (A julgar por seu comportamento posterior, isso não funcionou.) John Patacôncio mais tarde herdaria a fortuna de seu pai e se tornaria um rival de Patinhas. A aparição em The Life and Times of Patinhas McDuck foi o único uso do personagem por Don Rosa. A história Il Matrimonio di Zio Paperone ("Casamento do Tio Patinhas"), criada por Massimo DeVita (arte) e Elisa Penna (história) conta outra história sobre as origens da riqueza de Patacôncio e sua rivalidade com Patinhas. A história é contada pela secretária de Patinhas, Sra. Quackfaster, aos sobrinhos de Patinhas, Huey, Dewey e Louie. Há muitos anos, quando Patacôncio não era tão rico como atualmente (ele era um milionário iniciante), ele encontrou o Patinhas no Clube dos Milionários. Eles começaram a discutir e decidiram encerrar a discussão com uma partida de golfe. Se Patacôncio derrotasse Patinhas, ele ganharia metade de toda a fortuna de Patinhas. Parecia que Patinhas iria vencer. No entanto, uma abelha o picou enquanto jogava golfe, então ele errou o último buraco, levando Patacôncio a vencer. Ele então ganhou metade da fortuna de Patinhas. Outras histórias traçaram a história da família Patacôncio. Embora alguns retratem John como um primo distante de Patinhas, por meio de uma conexão genealógica não especificada, outros traçam sua rivalidade até seus ancestrais. Indiscutivelmente, a mais notável entre as histórias posteriores é uma saga em oito partes chamada Storia e gloria della dinastia dei paperi ("História e glória da dinastia dos patos") por Guido Martina, Romano Scarpa, Giorgio Cavazzano e Giovan Battista Carpi, publicada pela primeira vez 5 de abril a 24 de maio de 1970. Retrata a história da família, como uma rixa familiar que começou em Roma durante o século I a.C. e continua até o século XX. Em uma história em que Patacôncio estava tentando arruinar o negócio de Patinhas sobre limpar a estátua de Cornélio Patus, Roque timidamente diz a ele "Você não tem consciência, senhor", ao que Patacôncio responde: "Isso não é verdade. Eu tive uma consciência há muito tempo , mas prefiro não falar sobre isso. " De acordo com a história Whatever Happened to Scroge McDuck? por Lars Jensen e Maximino Tortajada Aguilar, a Patacôncio (assim como Mac Mônei) foi à falência do Pato Donald, depois que este último herdou a fortuna de Patinhas e a transformou em uma empresa de caridade. No entanto, o final da história revela que na verdade se passa em um futuro alternativo, causado por Patinhas viajando 100 anos no passado para recuperar sua moedinnha nº 1.

## Outras mídias
Na série animada, DuckTales de 1987, apenas Mac Mônei aparece, porém, Patacôncio aparece na série de quadrinhos baseada no desenho e publicada em 2011 pela editora americana Boom, ambos os vilões já se encontraram em capas brasileiras e histórias italianas, e na série de 2017 de DuckTales, onde finalmente faz sua primeira aparição em uma animação.
Patacônico, com voz de John Hodgman,e dublagem brasileira por Júlio Chaves, na versão brasileira fez sua primeira aparição em animação em 2019, no reboot de DuckTales. Antes de sua aparição, Patacônico foi descrito por Francisco Angones (um dos criadores da série) como um barão ladrão e bilionário concorrente de Patinhas MacPato durante a década de 1930. Patacônico foi apresentado no episódio da 2ª temporada "O Fora da Lei Patinhas McPato!", Onde ele é retratado como um homem de negócios rico e corrupto no Velho Oeste, na época em que Patinhas ainda era um jovem garimpeiro que ainda não tinha feito sua fortuna. Patacônico compra cidades inteiras com a promessa de melhorá-las, apenas para obter seus recursos e deixá-los para trás como cidades fantasmas. Patacônico tenta reivindicar uma gigantesca pepita de ouro encontrada em uma cidade comprada por ele, apesar do fato de que a pepita foi encontrada por Patinhas e Dora Cintilante.

No final da segunda temporada, é revelado que Patacôncio usou criogenia experimental para que ele pudesse chegar ao presente e se tornar um membro da F.O.W.L.. No episódio  "The Forbidden Fountain of the Foreverglades!" da terceira temporada ele e Roque procuram e acham uma fonte da juventude.